# Al-Báb
Al-Báb (arabsky: الباب) je syrské město administrativně spadající pod Guvernorát Aleppo, ležící 40 kilometrů severovýchodně od Aleppa a 30 kilometrů jižně od turecké hranice. Administrativní oblast má rozlohu 30 km². Město leží v nadmořské výšce 471 metrů. V roce 2004 žilo ve městě 63 069 obyvatel z nichž většinu tvořili sunnitští Arabové. Název města lze přeložit jako brána.

## Syrská občanská válka
V září 2013 bylo město obsazeno silami Islámského státu. V listopadu 2016 došlo k bitvě mezi Tureckem podporovanou Svobodnou syrskou armádou, Islámským státem a syrskou armádou podporovanými Syrskými demokratickými sílami.